# Еуклидови Елементи
Еуклидови Елементи (грч. Στοιχεῖα, Стоихеиа) су античко дело о елементарној математици хеленског научника Еуклида из 3. века старе ере. Еуклидови Елементи садрже 13 књига и представљају систематско излагање грчке математике тог времена по одељцима: елементарна геометрија, теорија бројева, алгебра, теорија мерења геометријских величина, елементи теорије граничних вредности.
Еуклидови Елементи представљају изванредан образац изградње геометрије дедуктивном методом. Елементарна геометрија, која се изучава у средњим школама многих земаља света, се у мало чему разликује од геометрије изложене у Еуклидовим Елементима. Међутим, многе дефиниције (тачка, права и др.) у Еуклидовој геометрији су данас застареле. Многе аксиоме из Еуклидове геометрије не представљају данас аксиоме. На пример: Еуклид је сматрао следећи став као аксиому: „Сви прави углови су подударни“. Данас се овај став, у строжем дедуктивном излагању геометрије, доказује.
Постоје мишљења да низ књига које улазе у Еуклидове Елементе није написао Еуклид, већ други математичари; на пример књиге 10. и 13. по мишљењу холандског математичара Ван дер Вердена (Van der Verden) је написао старогрчки математичар Теотет. Низ теорема и геометријских чињеница изложених у Еуклидовим Елементима били су познати много пре Еуклида.
Обично се уз овај скуп књига издају и две додатне књиге тзв. XIV и XV за које се са сигурношћу може тврдити да су додате касније и да не представљају аутентичан Еуклидов рад.

## Историја

### Основа у ранијем раду
Научници сматрају да су Елементи углавном компилација пропозиција заснованих на књигама ранијих грчких математичара.
Прокло (412–485), грчки математичар који је живео око седам векова после Еуклида, написао је у свом коментару о Елементима: „Еуклид, који је саставио Елементе, сакупио многе Евдоксове теореме, усавршивши многе Тететове и такође доводећи до непогрешиве демонстрације ствари које су само донекле лабаво доказали његови претходници".
Питагора (око 570–495. п. н. е.) је вероватно био извор за већину књига I и II, Хипократ са Хиоса (око 470–410. п. н. е., не познатији Хипократ са Коса) за књигу III, и Еудокс из Книда (око 408– 355. п. н. е.) за књигу V, док књиге IV, VI, XI, и XII вероватно потичу од других питагорејских или атинских математичара. Елементи су можда били засновани на ранијем уџбенику Хипократа са Хиоса, који је такође можда покренуо употребу слова за упућивање на слике.

### Пренос текста
У 4. веку нове ере, Теон Александријски је произвео издање Еуклида које је било толико коришћено да је постало једини преживели извор све до открића Франсоа Пејрара 1808. у Ватиканској библиотеци рукописа који није изведен из Теоновог. Овај рукопис, Хајбергов рукопис, потиче из византијске радионице око 900. године и представља основу савремених издања. Папирус Оксирхинхус 29 је сићушни фрагмент још старијег рукописа, али садржи само изјаву једне тврдње.
Иако је Еуклид био познат Цицерону, на пример, не постоје записи о томе да је текст преведен на латински пре Боетија у петом или шестом веку. Арапи су примили Елементе од Византинаца око 760. године; ова верзија је преведена на арапски под Харун ал Рашидом (око 800). Византолог Арета наручио је преписивање једног од сачуваних грчких рукописа Еуклида крајем деветог века. Иако познати у Византији, Елементи су изгубљени за Западну Европу до око 1120. године, када их је енглески монах Аделард из Бата превео на латински са арапског превода.
Прво штампано издање појавило се 1482. године (на основу издања Кампана из Новаре из 1260. године), и од тада је преведено на многе језике и објављено у око хиљаду различитих издања. Теоново грчко издање пронађено је 1533. Године 1570. Џон Ди је дао веома цењени „Математички предговор”, заједно са обилним белешкама и додатним материјалом, првом издању на енглеском језику Хенрија Билингслија.

## Утицај
Елементи се и даље сматрају ремек-делом у примени логике на математику. У историјском контексту, показало се изузетно утицајним у многим областима науке. Научници Никола Коперник, Јохан Кеплер, Галилео Галилеј, Алберт Ајнштајн и сер Исак Њутн били су под утицајем Елемента, и применили су своје познање садржаја овог дела у свом раду. Математичари и филозофи, као што су Томас Хобс, Барух Спиноза, Алфред Норт Вајтхед и Бертран Расел, покушали су да створе сопствене темељне „елементе“ за своје дисциплине, усвајањем аксиоматизованих дедуктивних структура које је Еуклидов рад увео.
Строгу лепоту еуклидске геометрије многи у западној култури виде као поглед на онострани систем савршенства и извесности. Абрахам Линколн је држао копију Еуклида у својој бисаси и проучавао је касно ноћу уз светлост лампе; испричао је да је себи рекао: „Никад не можеш да будеш адвокат ако не разумеш шта значи демонстрација; а ја сам напустио своју ситуацију у Спрингфилду, отишао кући у кућу свог оца и остао тамо док нисам могао да дам било какав предлог са шест књига Еуклида на видику". Една Сент Винсент Милеј написала је у свом сонету „Сам Еуклид је Лепоту голу погледао“, „О заслепљујући часу, о свети, страшни дане, Када је први пут отвор у његову визију заблистао Од светлости анатомизоване!“. Алберт Ајнштајн је подсетио на копију Елемента и магнетни компас као два поклона који су имали велики утицај на њега као дечака, називајући Еуклида као „свету малу геометријску књигу“.